# Tjuvtjärnen (Sorsele socken, Lappland)
Tjuvtjärnen är en sjö i Sorsele kommun i Lappland och ingår i Umeälvens huvudavrinningsområde. Sjön har en area på 0,0906 kvadratkilometer och ligger 761,3 meter över havet. Tjuvtjärnen ligger i Vindelfjällen Natura 2000-område. Sjön avvattnas av vattendraget Bärkbäcken.

## Delavrinningsområde
Tjuvtjärnen ingår i det delavrinningsområde (730936-149991) som SMHI kallar för Mynnar i Biellojukke. Medelhöjden är 779 meter över havet och ytan är 17,97 kvadratkilometer. Det finns inga avrinningsområden uppströms utan avrinningsområdet är högsta punkten. Bärkbäcken som avvattnar avrinningsområdet har biflödesordning 4, vilket innebär att vattnet flödar genom totalt 4 vattendrag innan det når havet efter 408 kilometer. Avrinningsområdet består mestadels av skog (59 procent) och kalfjäll (40 procent). Avrinningsområdet har 0,09 kvadratkilometer vattenytor vilket ger det en sjöprocent på 0,5 procent.